# SOR TNS 18
SOR TNS 18 – typ przegubowego, niskopodłogowego trolejbusu, produkowanego przez czeską firmę SOR Libchavy we współpracy z firmą Cegelec, od której pochodzi wyposażenie elektryczne.
Nadwozie TNS 18 jest też wykorzystywane przez Škoda Electric do produkcji trolejbusów Škoda 33Tr.

## Konstrukcja
TNS 18 to trójosiowy, dwuczłonowy trolejbus z pomocniczym zasilaniem bateryjnym, o długości nadwozia 18,75 m. Do jego budowy wykorzystano nadwozie autobusu SOR NS 18 oraz wyposażenie elektryczne firmy Cegelec. Jest to pojazd niskopodłogowy o wysokości wejścia 330 mm i czworgiem drzwi. Posiada baterie trakcyjne o pojemności 106 kWh, które umożliwiają przejechanie 12 km bez zasilania z sieci trakcyjnej. Trolejbus wyposażony jest także w klimatyzację, przyklęk oraz rozkładaną platformę dla osób na wózkach inwalidzkich.

## Historia
W kwietniu 2021 r. Dopravní podnik hl. m. Prahy ogłosił przetarg na dostawę 15 przegubowych trolejbusów do obsługi linii 58 z Palmovki do Miškovic. Zwycięzcą przetargu w styczniu 2022 r. został SOR Libchavy z modelem TNS 18. Trolejbusy miały zostać dostarczone do Pragi w ciągu 14 miesięcy od podpisania umowy. Na początku 2023 roku doszło do opóźnienia w dostawie od producenta wyposażenia elektrycznego, który musiał przeprojektować przetwornicę statyczną ze względu na braki części na rynku. Problem ten spowodował również opóźnienia w dostawach trolejbusów TNS 12 do Igławy i Zlina, które mają takie samo wyposażenie elektryczne. W maju 2023 r. pierwszy trolejbus TNS 18 przyjechał do zakładów Cegelec w Pradze w celu montażu wyposażenia elektrycznego. W lipcu tegoż roku przewieziono go do zajezdni w Klíčovie, a pierwsza jazda próbna po ulicach Pragi miała miejsce 30 sierpnia 2023 r. Jazdy testowe z pasażerami rozpoczęły się 26 października 2023 r. 1 lutego 2024 r. trolejbusy zaczęły już planowo kursować na linii nr 58. Początkowo jednak, ze względu na usterki nowych trolejbusów, musiały być one wspomagane autobusami rezerwowymi.

## Dostawy
| Państwo        | Miasto         | Lata dostaw    | Liczba | Numery taborowe |        |
| -------------- | -------------- | -------------- | ------ | --------------- | ------ |
| Czechy         | Praga          | 2023–2024      | 15     | 101–115         | [ 12 ] |
| Łączna liczba: | Łączna liczba: | Łączna liczba: | 15     |                 |        |